# Кропивницький аграрний фаховий коледж
Кропивницький аграрний фаховий коледж — навчальний заклад фахової передвищої освіти міста Кропивницький, один з найстаріших навчальних закладів Кіровоградської області. Навчальний заклад був заснований на базі Зінов'євської технічної школи у 1930 році і отримав назву Зінов'євський індустріальний технікум, згодом в 1930 році у відповідності з рішенням РНК УРСР Зінов'євський індустріальний технікум реорганізований в Зінов'євський технікум механізації та електрифікації сільського господарства.
В 1930 році навчально-виробнича база технікуму налічувала дві споруди для навчальних занять, що мали сім аудиторій та два приміщення, які були пристосовані під навчально-виробничі майстерні. Перший випуск спеціалістів відбувся у 1933 році.
У вересні 1973 року відкрито новий навчальний корпус на 1000 місць, який містив: 55 аудиторій, 20 кабінетів і 18 лабораторій; актовий зал на 400 місць; обладнаний спортивний зал площею 450 квадратних метрів; бібліотеку з книжковим фондом понад 70 тисяч томів і читальний зал на 120 місць.
В 1976 році до складу Кіровоградського технікуму механізації сільського господарства ввійшов Знам'янський сільськогосподарський технікум.
У 2018 року навчальний заклад перейменовано на Кропивницький коледж механізації сільського господарства. З 2021 року має назву - Кропивницький аграрний фаховий коледж, скорочено КАФК.

## Спеціальності
- 071 «Облік і оподаткування»
- 075 «Маркетинг»
- 081 «Право»
- 208 «Агроінженерія»
- 141 «Електроенергетика, електротехніка та електромеханіка»